# Red Roses for Me
Red Roses for Me ist das Debütalbum der britischen Folk-Punk-Band The Pogues. Es erreichte in den britischen Albencharts Platz 89.

## Geschichte
Das Album war eines der ersten, auf denen Irish Folk mit Punkrock vermischt wurde. Traditionelle Lieder und Balladen wurden mit Shane MacGowans „Gossenhymnen“ vermischt, was zu dieser Zeit als innovativ galt. MacGowan beschreibt die Musik mit folgenden Worten: „Ich konnte es nicht glauben, dass niemand sonst es machte, also machten wir es einfach selbst …“
Der Titel bezieht sich auf das von Seán O’Casey geschriebene Theaterstück Red Roses for Me. Das Cover des Albums zeigt die Mitglieder der Band bis auf den Schlagzeuger Andrew Ranken, der zur Zeit der Aufnahme des Fotos nicht zugegen war. Im Hintergrund ist ein Bild des US-Präsidenten John F. Kennedy zu sehen.

## Songs
Als Singleauskopplungen wurden Dark Streets of London (mit der B-Seite And The Band Played Waltzing Matilda) und Boys from the County Hell (in einer bereinigten Version ohne Flüche, mit Repeal of the Licensing Laws als B-Seite) veröffentlicht. In dem Song tauchen die sogenannten „Blueshirts“ auf, die die Mitglieder der Army Comrades Association bezeichnen. Ebenfalls genannt wird das Massaker von My Lai während des Vietnamkrieges.
Eine Textzeile im Song Transmetropolitan spielt auf den Song The Town I Loved So Well von Phil Coulter an, später fällt die Abkürzung „KMRIA“, die von James Joyce stammt und „Kiss My Royal Irish Arse“ bedeutet. The Battle of Brisbane bezieht sich auf den Zusammenstoß zwischen australischen und amerikanischen Soldaten im November 1942.
The Auld Triangle ist ein von Dominic Behan geschriebener Song, der in Brendan Behans Theaterstück The Quare Fellow verwendet wird. Er behandelt die Ereignisse in einem Gefängnis an dem Tag, an dem ein Häftling hingerichtet werden soll.
In Streams of Whiskey wird Brendan Behan erwähnt, den das lyrische Ich treffen will. Im Refrain tut Behan seine Ansichten über den richtigen Lebensstil kund („I am going, I am going, where streams of whiskey are flowing“). Dies ist eine Anspielung auf den Alkoholismus Behans und seinen damit verbundenen frühen Tod.
Sea Shanty beschreibt ein sogenanntes Shanty, das von den Seeleuten während der Arbeit gesungen wurde.
In Down in the Ground Where the Dead Men Go finden sich mehrere Anspielungen auf die Irische Hungersnot. Der Song spielt in einer Textzeile auch auf Dantes Göttliche Komödie an.

## Titelliste
1. „Transmetropolitan“ (Shane MacGowan) – 4:15
2. „The Battle of Brisbane“ (MacGowan) – 1:49
3. „The Auld Triangle“ (Dominic Behan, Brendan Behan) – 4:20
4. „Waxie’s Dargle“ (Traditionell) – 1:53
5. „Boys from the County Hell“ (MacGowan) – 2:56
6. „Sea Shanty“ (MacGowan) – 2:24
7. „Dark Streets of London“ (MacGowan) – 3:33
8. „Streams of Whiskey“ (MacGowan) – 2:32
9. „Poor Paddy“ (Traditionell) – 3:09
10. „Dingle Regatta“ (Traditionell, Jem Finer) – 2:52
11. „Greenland Whale Fisheries“ (Traditionell) – 2:36
12. „Down in the Ground Where the Dead Men Go“ (MacGowan) – 3:30
13. „Kitty“ (Traditionell) – 4:23

Anmerkung: Die erste CD-Veröffentlichung des Albums beinhaltete „Whiskey You’re The Devil“ Als Track 8.

### Wiederveröffentlichung aus dem Jahr 2004
1. „Transmetropolitan“ (Shane MacGowan) – 4:15
2. „The Battle of Brisbane“ (MacGowan) – 1:49
3. „The Auld Triangle“ (Dominic Behan, Brendan Behan) – 4:20
4. „Waxie’s Dargle“ (Traditionell) – 1:53
5. „Boys from the County Hell“ (MacGowan) – 2:56
6. „Sea Shanty“ (MacGowan) – 2:24
7. „Dark Streets of London“ (MacGowan) – 3:33
8. „Streams of Whiskey“ (MacGowan) – 2:32
9. „Poor Paddy“ (Traditionell) – 3:09
10. „Dingle Regatta“ (Traditionell, Jem Finer) – 2:52
11. „Greenland Whale Fisheries“ (Traditionell) – 2:36
12. „Down in the Ground Where the Dead Men Go“ (MacGowan) – 3:30
13. „Kitty“ (Traditionell) – 4:23
14. „The Leaving Of Liverpool“ † (Traditionell) – 3:12
15. „Muirshin Duirkin“ † (Traditionell) – 1:50
16. „Repeal Of The Licensing Laws“ † (Spider Stacy) – 2:12
17. „And the Band Played Waltzing Matilda“ † (Eric Bogle) – 4:51
18. „Whiskey You’re The Devil“ + (Traditionell) – 2:09
19. „The Wild Rover“ † (Traditionell) – 2:36

†Auf der Originalversion nicht enthalten.

+Nur auf Erster CD-Veröffentlichung enthalten.

## Rezeption
| Medium           | Rating                                                              | Kritiker         |
| ---------------- | ------------------------------------------------------------------- | ---------------- |
| Allmusic         | Sternsymbol · Sternsymbol · Sternsymbol · Sternsymbol · Sternsymbol | Mark Deming      |
| Robert Christgau | B+                                                                  | Robert Christgau |

Mark Deming schrieb in seiner Rezension für den Allmusic Guide:
„What set the Pogues apart from any number of other energetic Irish traditional bands was the sheer physical force of their performances, the punky swagger of their personalities, and Shane MacGowan's considerable gifts as a songwriter. Unfortunately, none of these qualities comes through very clearly on their first album, Red Roses for Me. (...) It's clear that MacGowan had not yet fully matured as a songwriter; there are a handful of superb songs here, (...) but some of the others suggest MacGowan was still learning how to fit all his ideas into his songs. Red Roses for Me is good and rowdy fun, but on Rum Sodomy & the Lash and If I Should Fall from Grace with God, the Pogues would prove they were capable of a lot more than that.“
„Was die Pogues von anderen energischen irischen Bands unterschied, was die physische Kraft ihrer Auftritte, das punkig-prahlende ihrer Persönlichkeiten, und Shane MacGowans beachtliche Fähigkeiten als Songwriter. Unglücklicherweise kommt keine dieser Qualitäten bei ihrem ersten Album, Red Roses For Me, durch. (...) Es ist klar, dass MacGowan seine Songwriter-Fähigkeiten noch nicht voll entwickelt hat; es gibt eine Hand voll von superben Songs, (...) aber einige von den anderen zeigen, dass MacGowan immer noch lernte, wie er all seine Ideen in dieser Songs packen könnte. Red Roses for Me ist ein guter und rowdyhafter Spaß, aber auf Rum, Sodomy & the Lash and If I Should Fall from Grace with God sollten die Pogues zeigen, dass sie noch mehr beherrschen als das.“
Deming vergab eine Wertung von dreieinhalb von fünf Sternen.
Robert Christgau bemerkte:
„(...) They yoke the indelible bitterness of the Irish horror to a more adaptable punk rage. Tepid it ain't.“
„(...) Sie vereinigen die unauslöschliche Bitterkeit des irischen Horrors mit der mehr verwendbaren Punkrage. Lauwarm ist es nicht.“
Christgau bewertete das Album mit B+.